# CGP 52608
CGP 52608は、RAR関連オーファン受容体αの選択的リガンドである。抗関節炎薬としての機能も報告されている。